# Germán Gabriel Benaches
Germán Gabriel Benaches (nascut a Caracas, Veneçuela, el 16 de novembre de 1980) és un exjugador de bàsquet professional que jugava a la posició de pivot. Va formar part de la selecció espanyola que va guanyar el mundial júnior de Lisboa l'any 1999.
Tot i que va néixer a Veneçuela, es va criar a la ciutat andalusa de Màlaga, on aviat va començar a destacar a les categories inferiors de l'Unicaja de Màlaga. La temporada 1998-99 va fer el salt a la lliga EBA amb l'Unicaja Macías, on hi va jugar només un any. Les següents tres temporades les va jugar a l'Unicaja de Màlaga a l'ACB, fins que fou cedit a l'Adecco Estudiantes per dues temporades (2001-02 i 2002-03).
La següent temporada va retornar a l'Unicaja de Màlaga durant un any, per passar després al Lagun Aro Bilbao Basket.
Les temporades 2005-06 i 2006-07 va militar a l'Akasvayu Girona, abans de retornar a l'equip d'on va sorgir, l'Unicaja de Màlaga.
Per la termporada 2009-10 va fitxar novament pel Club Baloncesto Estudiantes. El juny de 2010 va ser inclòs a la llista de 24 jugadors facilitada per la Federació Espanyola de Bàsquet a la FIBA per integrar la Selecció de bàsquet d'Espanya en el Campionat del Món de Bàsquet de 2010, encara que finalment el seleccionador espanyol, Sergio Scariolo, no el va incloure en la llista de 15 jugadors que es concentrarien a Las Palmas prèviament al campionat.